# Algebrska varieteta
Algebrska varieteta je v matematiki množica rešitev sistema polinomskih enačb. Algebrske varietete so osrednji del raziskav v algebrski geometriji. To pomeni, da je varieteta končna ali neskončna točk, v katerih samo eden ali več polinomov zavzame vrednost nič (rešitve sistema enačb).  

## Vrste varietet
Algebrske varietete se delijo na štiri vrste: afine, kvaziafine, projektivne in kvaziprojektivne varietete.